# Manassa
Manassa è un centro abitato (town) degli Stati Uniti d'America, situato nella contea di Conejos dello Stato del Colorado. Nel censimento del 2000 la popolazione era di 1.042 abitanti.

## Geografia fisica
Secondo i rilevamenti dell'United States Census Bureau, Manassa si estende su una superficie di 2,4 km².

## Storia
Manassa è la cittadina che ha dato i natali al campione del mondo di pugilato statunitense dal 1919 al 1926 Jack Dempsey.